# Modulomètre
Un modulomètre est un afficheur à aiguille, à barre lumineuse ou à écran, utilisé pour le contrôle de la modulation. Il indique le niveau de la modulation du signal électrique qui représente différentes sources sonores, afin de permettre aux opérateurs d'en ajuster le volume.

## Objectifs
Le modulomètre doit :
- donner une mesure suffisamment précise d'un signal de référence, donnant une indication stable, afin que les opérateurs puissent aligner les niveaux de chaque machine de la chaîne audio et mesurer les pertes en transmission pour les signaux d'essai ;
- intégrer le niveau, normalement modulé, donc variable, du signal représentant l'information sonore, afin que les opérateurs puissent le contrôler.

Le modulomètre donne une indication relative à un niveau normal, qui peut sans inconvénient varier selon le point de la chaîne ou la machine où l'instrument est inséré. Cette indication relative s'exprime soit en pourcentage, soit, le plus souvent, en décibels.